# Germán Dévora
Germán Dévora Ceballos (Las Palmas de Gran Canaria, Gran Canaria, 16 de noviembre de 1943), más conocido como Germán, es un exfutbolista español que militó en la Unión Deportiva Las Palmas. Jugó sus 16 temporadas en el fútbol profesional como jugador amarillo, y participó en dos ocasiones en competiciones europeas, la Copa de Ferias de 1969-70 y la Copa de la UEFA de 1972-73. Desde julio de 2011 es presidente de honor del club de su vida.

## Trayectoria

### Jugador
Germán Dévora comenzó a jugar en la playa de Las Canteras, hasta que formó parte del Estrella Blanca, un equipo de barrio. De ahí pasaría a los filiales de la Unión Deportiva Las Palmas, a donde llegó con 15 años, y estuvo 3 más hasta que dio el salto al primer equipo. En 1962 se proclamaría Campeón de España de juveniles con la Selección de Juvenil de Las Palmas, entrenada por Luis Molowny, y conocida popularmente como los Diablillos Amarillos.
Tras sus triunfos en las categorías inferiores, Germán no tarda en dar el salto al primer equipo y asentarse como titular en la temporada 1962-63. Debuta el 16 de septiembre de 1962 frente al Recreativo de Huelva. El 28 de octubre logra su primer gol frente al filial del Sevilla en el Estadio Insular. Ese mismo año también acompañaría a Germán el canterano José Manuel León, que junto a Juan Guedes y Tonono, quienes habían subido al primer equipo el año anterior, formarían la base del equipo en la siguiente década. Aquel año el equipo fue dirigido por Rosendo Hernández. En la temporada siguiente (temporada 1963-64) logra subir a Primera División, marcando 12 goles, y convirtiéndose en el máximo anotador del equipo bajo la batuta del entrenador Vicente Dauder. 
En la temporada 1964-65 Germán marcaría 8 goles, jugando 28 partidos en Primera División. El equipo acabó 9.º. La temporada 1965-66 Germán tuvo que realizar el Servicio Militar Obligatorio, y sólo pudo disputar 4 partidos ese año. Sobre ese episodio de su vida comentó: «Fue nefasto para mí, prácticamente no participé». La eclosión de Germán Dévora como un referente del fútbol español se da en la temporada 1967-68, donde bajo la dirección técnica de su antiguo entrenador de juveniles Luis Molowny, el equipo obtiene la 3.ª posición en el campeonato nacional, quedando a 4 puntos del Real Madrid, quien se alzaría con el trofeo. Germán anotó 7 de los 56 goles amarillos. La siguiente temporada (1968-69) Germán y su equipo alcanzan su máxima clasificación histórica: el subcampeonato de Liga. Aquel año además juega la Copa de Ferias frente al Hertha de Berlín (1.ª ronda). 
La temporada 1969-70 juega 25 partidos y marca 5 goles. El equipo acabó en la 9.ª posición. A principios de 1970 Luis Molowny abandona la dirección técnica del equipo. Del que fuera su entrenador de juveniles y posteriormente del primer equipo Germán Dévora comentó: «Un hombre bondadoso, serio, muy respetuoso y un entrenador que me conocía perfectamente como futbolista y como persona. Me supo llevar desde juveniles y me sentía muy a gusto».
El primer lustro de la década de los 70 consagran a Germán como máximo goleador amarillo. Anota 6 goles en la temporada 1970-71 y 15 en la temporada 1971-72 (2.º en el trofeo Pichichi). El equipo acaba 14.º (1971) y 5.º (1972). La siguiente temporada (1972-73) Germán marca 13 goles en Liga (3.º en el Trofeo Pichichi) y el equipo acaba en la 11.ª posición. Un año más tarde (1973-74) termina en la puesto 11.º, marcando 10 goles en 32 partidos.
La temporada 1974-75 Germán obtendría 9 goles, acabando en 13.ª posición en Primera División. Un año más tarde (1975-76) marcaría 4 goles en 25 partidos, repitiendo el puesto del año anterior (13.º). En la temporada 1976-77 anota un gol en 21 partidos, pero a nivel colectivo resulta un buen año porque el equipo acaba 4.º en Primera División.
La temporada 1977-78 supone la última de Germán Dévora como jugador profesional. Aquel año jugó 6 partidos, y no anotó ningún gol. Su último partido sobre el césped fue frente a la U.D. Salamanca en el Estadio Helmántico, un 16 de abril de 1978. Tres días después estaría en el banquillo durante la final de la Copa del Rey 1978, donde no jugó. La Unión Deportiva Las Palmas perdió 3-1 en el Estadio Santiago Bernabéu frente al F.C. Barcelona. 
Durante las 16 temporadas que jugó en el primer equipo anotó 109 goles, siendo su máximo goleador histórico. En total anotaría 129 goles con la Unión Deportiva Las Palmas. Sobre su faceta goleadora comentó: «No metía muchos goles, lo que pasa es que Las Palmas nunca tuvo un goleador nato y a mí se me daban bien los disparos desde fuera del área, tiraba faltas y penaltis; de esta forma marcaba mis goles, pero no eran grandes cifras».

#### Selección Española
Germán Dévora jugó un total de 5 partidos con la selección española, donde consiguió 2 victorias y 3 empates.
La primera experiencia de Germán Dévora con la España llega tras su éxito en el campeonato de juveniles. Germán es convocado por la Selección Juvenil Española para jugar un trofeo de la UEFA en Rumanía. Debuta ante Hungría (1-1), y juega contra Francia (0-0 con un penalti fallado por el propio Germán) y contra Turquía, donde el combinado español es eliminado (1-2).
Germán Dévora debuta con la selección española absoluta en Malmoe (Suecia), en un partido amistoso donde además jugaron otros cuatro jugadores canarios (Tonono, Juan Guedes, Paco Castellano y Santos). Regresa a la selección frente a Francia (1-3) en Lyon y repite contra Yugoslavia (0-0) en Belgrado. Un momento clave de su trayectoria con el combinado nacional sucede frente a Bélgica en el Estadio Santiago Bernabéu (clasificación para la Copa Mundial de Fútbol de 1970), donde la prensa y muchos aficionados culparon a Germán del resultado (1-1), que resultó insuficiente para clasificar a España. El 12 de octubre de 1972 vuelve a ser convocado, por Kubala, para jugar frente a Argentina en Madrid (1-0). Pese a estar convocado para el primer partido de la selección española en Canarias (Estadio Insular) frente a Yugoslavia, no jugó ningún minuto más.

### Entrenador
Nada más colgar las botas se incorpora al equipo técnico de la Unión Deportiva Las Palmas, donde ha dirigido al primer equipo en varias ocasiones: 5 partidos en 1985-86, 15 en 1986-87, 16 en 1987-88, 15 en 1988-89 y el último partido de la temporada 1991-92, donde se consumó el descenso a Segunda División B. Además ejerció como secretario técnico de la entidad (función similar a la actual de director deportivo) y coordinador de la cadena de filiales.
Posteriormente dirigió la Unión Deportiva Gáldar en Segunda División B.

## Homenajes
El 1 de diciembre de 2014, durante la presentación del libro biográfico "Germán Dévora el Maestro", del periodista Nacho Acedo, recibió el homenaje de algunos de sus excompañeros. Al acto acudieron autoridades locales incluido Paulino Rivero, presidente del gobierno de Canarias, el seleccionador español Vicente del Bosque y exjugadores como Josep María Fusté, Enrique Wolff o Francisco Castellano entre otros muchos.
En febrero de 2015 uno de los accesos del Estadio de Gran Canaria recibió el nombre de Calle Germán Dévora Ceballos.
En mayo de 2015 fue nombrado Hijo predilecto de Las Palmas de Gran Canaria por el ayuntamiento de dicha ciudad.